# Antonio Torres García
Antonio Torres García (Lebrija, 4 de septiembre de 1949) es un político, psicólogo y profesor universitario español, alcalde de su pueblo natal desde el 19 de abril de 1979 hasta el 14 de junio de 2003.Ha sido el regidor que más ha durado del municipio andaluz de Lebrija, casi 24 años en el consistorio lebrijano. Por último, ha sido diputado provincial por Sevilla en Diputación.

## Biografía
Nació en 1949 de una familia campesina, ingresó en el seminario antes de cumplir los once años, donde cursó el bachillerato.
Realizó los estudios de Psicología por la universidad de Sevilla y en la Complutense de Madrid. Posteriormente, ejerció la docencia durante dos años en institutos de enseñanza secundaria en Huelva y Almonte. En 1975 se desempeñó como profesor en la Universidad de Sevilla, y en 1979, llegó a ser investido alcalde de Lebrija, siendo el primero democráticamente tras el fallecimiento de Francisco Franco. En 1983 renuncia a la alcaldía de Lebrija, siendo sucedido por Jerónimo Pérez Méndez.
Por último ha sido Diputado por Lebrija en la diputación de Sevilla durante varias etapas.

## Controversias
Fue llevado a prisión por prevaricación y malversación de fondos públicos.